# Gotthard Friedrich Stender
Stender Gotthard Friedrich (ur. 27 sierpnia 1714, zm. 17 maja 1796) – łotewski pisarz i filolog, pastor luterański. Pisał utwory religijne, przyczyniając się do unowocześnienia śpiewnika protestanckiego. Autor pierwszych łotewskich utworów o charakterze świeckim, np. zbioru pieśni dydaktycznych Ziņģu lustes (łot. Wesołe pieśni, tom 1-2, 1783-1789), a także opracowania zbioru baśni z literatury światowej (1789).
Twórca językoznawstwa łotewskiego, m.in. Lettische Grammatik (1783), oraz pierwszego na Łotwie dzieła z dziedziny geografii i przyrodoznawstwa Augstas gudrības grāmata no pasaules un dabas (1774).